# 오가사와라 게이스케
오가사와라 게이스케(일본어: 小笠原 佳祐, 1996년 6월 7일~)는 일본의 축구 선수이다.

## 구단 경력
그는 2019년 J3리그의 로아소 구마모토에 입단했다. 2021년까지 66경기에 출전하여, 1득점을 넣었다. 2022년 후지에다 MYFC로 이적했다. 2022년 J3리그 준우승으로 J2리그로 승격했다. 2024년까지 75경기에 출전하여, 3득점을 넣었다. 2024년 7월 J3리그의 SC 사가미하라로 이적했다.